# Berenguer I d'Entença

Escut d'armes de la casa d'Entença

Berenguer I d'Entença (s. XI) fou el primer senyor documentat de la baronia d'Entença. Hom sap que assistí al setge de Barbastre (1065). No es coneix cap membre de la nissaga dels Entença anterior a Berenguer I. No es tenen dades del seu casament, fou pare de Gombau I d'Entença, personatge igualment obscur.